# Diplycosia stellaris
Diplycosia stellaris är en ljungväxtart som beskrevs av Herman Otto Sleumer. Diplycosia stellaris ingår i släktet Diplycosia och familjen ljungväxter. Inga underarter finns listade i Catalogue of Life.